# Higobashi (métro d'Osaka)
Higobashi (肥後橋駅, Higobashi-eki) est une station du métro d'Osaka sur la ligne Yotsubashi dans l'arrondissement de Nishi à Osaka.

## Situation sur le réseau
La station Higobashi est située au point kilométrique (PK) 0,9 de la ligne Yotsubashi, entre les stations Nishi-Umeda et Honmachi.

## Histoire
La station a été inaugurée le 1er octobre 1965.

## Services aux voyageurs

### Accès et accueil
La station est ouverte tous les jours.

### Desserte

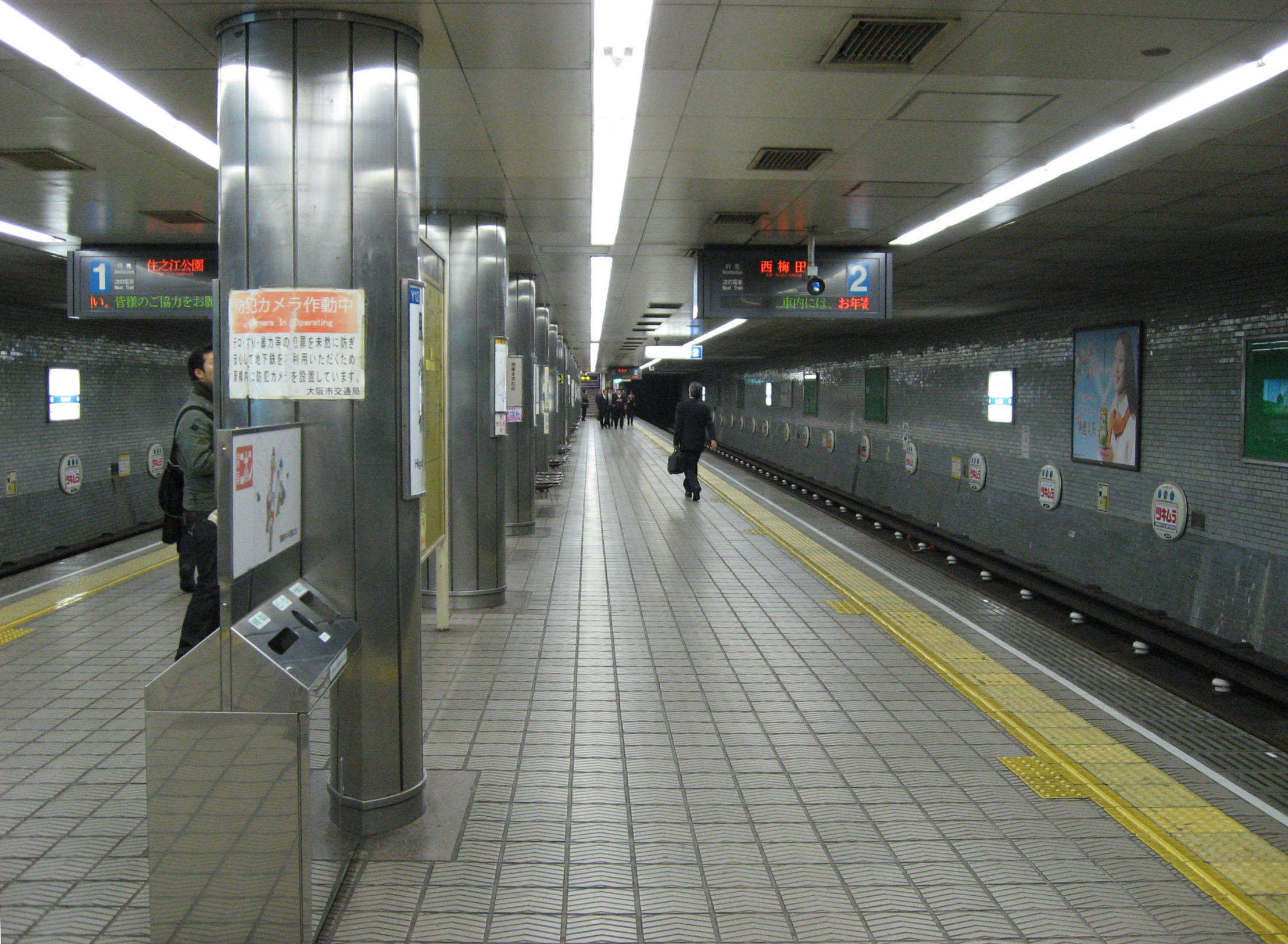
Vue du quai

- Ligne Yotsubashi :
  - voie 1 : direction Suminoekoen
  - voie 2 : direction Nishi-Umeda

### Intermodalité
La gare de Watanabebashi de la ligne Keihan Nakanoshima est située à proximité.

## Environs
- Nakanoshima
- Musée des sciences d'Osaka
- Musée national d'art
- Festival Hall et Nakanoshima Festival Tower East
- Kansai Electric Power Building, le siège social de KEPCO
- Nakanoshima Mitsui Building